# De martes a martes
De martes a martes es una película dramática argentina de 2012 dirigida  y escrita por Gustavo Triviño. Está protagonizada por Pablo Pinto, Alejandro Awada y Malena Sánchez. La película se estrenó mundialmente el 20 de octubre de 2012 en el Festival Internacional de Cine de Bombay, mientras que su estreno comercial fue el 3 de octubre de 2013 en las salas de cines de Argentina.

## Sinopsis
Sigue la vida Juan, un hombre de 30 años aficionado al fisicoculturismo que trabaja en una fábrica, donde es maltratado por su jefe y sus compañeros, pero no renuncia porque está punto de juntar la plata necesita para abrir su propio gimnasio. Sin embargo, una noche al finalizar su turno en la fábrica es testigo de una violación, por lo que en vez de ayudar a la víctima decide chantajear al violador.

## Elenco
- Pablo Pinto como Juan Benítez
- Alejandro Awada como Alfredo Westoizen
- Malena Sánchez como Valeria
- Daniel Valenzuela como Supervisor de la fábrica
- Roly Serrano como Carlos
- Silvia Baylé como Chancha Rinaldi
- Jorge Sesán como Compañero de la fábrica
- Benjamín Amadeo como Joven del bar 1
- Esteban Coletti como Joven del bar 2
- María Paula Desch como Mariela

## Recepción

### Comentarios de la crítica
La película recibió reseñas positivas por parte de los críticos. Alejandro Lingenti de La Nación expresó que «la película retrata muy bien ese universo [las fábricas] gris, frío, tan mecánico como los aparatos que Juan utiliza en el gimnasio» y «Triviño le imprime otra dinámica al tramo final de la historia». Edurne Sarriegui de Noti Cine declaró que «De martes a martes es una película bien contada» y Pinto ofrece una interpretación «sobria y mesurada». Beatriz Molinari de La Voz del Interior manifestó que «Triviño ofrece un relato en el que las imágenes cuentan más que las palabras y, además, se ocupan de un personaje elocuente por su sola presencia».
En una reseña para Página 12, Horacio Bernades escribió «el film de Triviño se caracteriza por una infrecuente homogeneidad y precisión, en todos los terrenos», «el notable Julián Apezteguía baña la imagen de una luz brumosa y tonos lavados» y «el debutante Pablo Pinto es apropiadísimo».

### Premios y nominaciones
| Lista de premios y nominaciones | Lista de premios y nominaciones                                    | Lista de premios y nominaciones | Lista de premios y nominaciones | Lista de premios y nominaciones | Lista de premios y nominaciones |
| Año                             | Organización                                                       | Categoría                       | Nominado/a(s)                   | Resultado                       | Ref(s)                          |
| ------------------------------- | ------------------------------------------------------------------ | ------------------------------- | ------------------------------- | ------------------------------- | ------------------------------- |
| 2012                            | Festival de Cine Latinoamericano de Biarritz                       | Mejor película                  | De martes a martes              | Ganador                         | [ 8 ]                           |
| 2012                            | Festival de Cine Iberoamericano de Huelva                          | Mejor actor                     | Pablo Pinto                     | Ganador                         | [ 9 ]                           |
| 2012                            | Festival de Cine Iberoamericano de Huelva                          | Mejor director novel            | Gustavo Triviño                 | Ganador                         | [ 9 ]                           |
| 2012                            | Festival Internacional de Cine de Mar del Plata                    | Mejor actor                     | Pablo Pinto                     | Ganador                         | [ 10 ]                          |
| 2012                            | Festival Internacional de Cine de Mar del Plata                    | Premio FEISAL                   | De martes a martes              | Ganador                         | [ 10 ]                          |
| 2012                            | Festival Internacional de Cine de Mar del Plata                    | Premio ACCA                     | De martes a martes              | Ganador                         | [ 10 ]                          |
| 2012                            | Festival Internacional del Nuevo Cine Latinoamericano de La Habana | Premio distribución             | De martes a martes              | Ganador                         | [ 11 ]                          |
| 2012                            | Festival Internacional del Nuevo Cine Latinoamericano de La Habana | Premio del público              | De martes a martes              | Ganador                         | [ 11 ]                          |
| 2013                            | Festival Internacional de Cine del Mar                             | Premio del público              | De martes a martes              | Ganador                         | [ 12 ]                          |
| 2013                            | Festival de Cine Nacional Leonardo Favio                           | Mejor película                  | De martes a martes              | Ganador                         | [ 13 ]                          |
| 2014                            | Premios Cóndor de Plata                                            | Mejor ópera prima               | De martes a martes              | Nominado                        | [ 14 ] [ 15 ]                   |
| 2014                            | Premios Cóndor de Plata                                            | Revelación masculina            | Pablo Pinto                     | Ganador                         | [ 14 ] [ 15 ]                   |
| 2014                            | Premios Cóndor de Plata                                            | Mejor guion original            | Gustavo Triviño                 | Nominado                        | [ 14 ] [ 15 ]                   |
| 2014                            | Premios Sur                                                        | Mejor ópera prima               | De martes a martes              | Ganador                         | [ 16 ]                          |
| 2014                            | Premios Sur                                                        | Mejor actriz de reparto         | Malena Sánchez                  | Nominada                        | [ 16 ]                          |
| 2014                            | Premios Sur                                                        | Mejor actor revelación          | Pablo Pinto                     | Ganador                         | [ 16 ]                          |